# Петрово-Дальнее
Петрово-Дальнее — село в Московской области России. Входит в городской округ Красногорск. 
Население — 2001 чел. (2010). 
В селе расположена известная историческая усадьба Петрово-Дальнее.

## География
Село расположено на юго-западе городского округа, на северном берегу реки Москвы, на западной окраине — устье реки Истры, на восточной окраине — речка Липка.
| С-З | Истра 26,3 км      | Нахабино 10,1 км | Красногорск 12,3 км             | С-В |
| З   | Звенигород 19,4 км | Роза ветров      | Москва 35,7 км Ильинское 4,4 км | В   |
| Ю-З | Голицыно 19,1 км   |                  | Одинцово 11,5 км                | Ю-В |

В 3 километрах к северу от села проходит Новорижское шоссе.
Плотина в Петрово-Дальнем — это бывшая плотина и автомобильный мост, а в настоящее время является пешеходным переходом с одной стороны реки на другую, где находится село Знаменское Одинцовского городского округа. Плотина в Петрово-Дальнем была построена 1967 году. Именно от неё начинается Рублёвское водохранилище.

## История
Село Петрово-Дальнее впервые упоминается в документах в 1505 году под названием сельца «Дурнево».

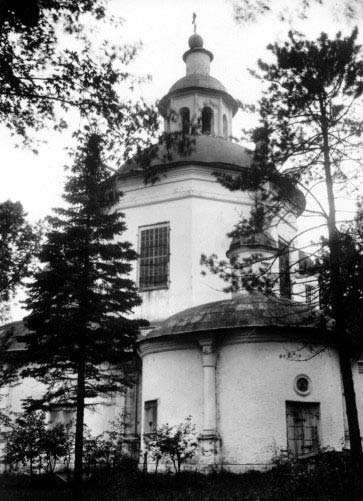
В 1684-1688 годах в подмосковном селе Петровское-Дурнево, имении князей Прозоровских, ставших с апреля 1684 года, родственниками князей Голицыных, была построена Успенская церковь с 12 лепестковым планом в виде голгофского креста, ставшая прообразом многих позднейших построек голицынского и нарышкинского барокко. Автор проекта князь Василий Васильевич Голицын. Церковь многократно посещалась Царем Иваном Алексеевичем с супругой и Царевной Софьей с сестрами. Разрушена в 1938 году. В середине 2000-х годов церковь была восстановлена

В 1930 году Петровское-Дурнево переименовано в Петрово-Дальнее.
Именно в Петрово-Дальнем доживал свои дни на государственной даче Никита Хрущёв.
С 1994 года до 2004 года село входило в Петрово-Дальневский сельский округ Красногорского района, а с 2005 года до 2017 года включалось в состав Ильинского сельского поселения Красногорского муниципального района.

## Усадьба Петрово-Дальнее

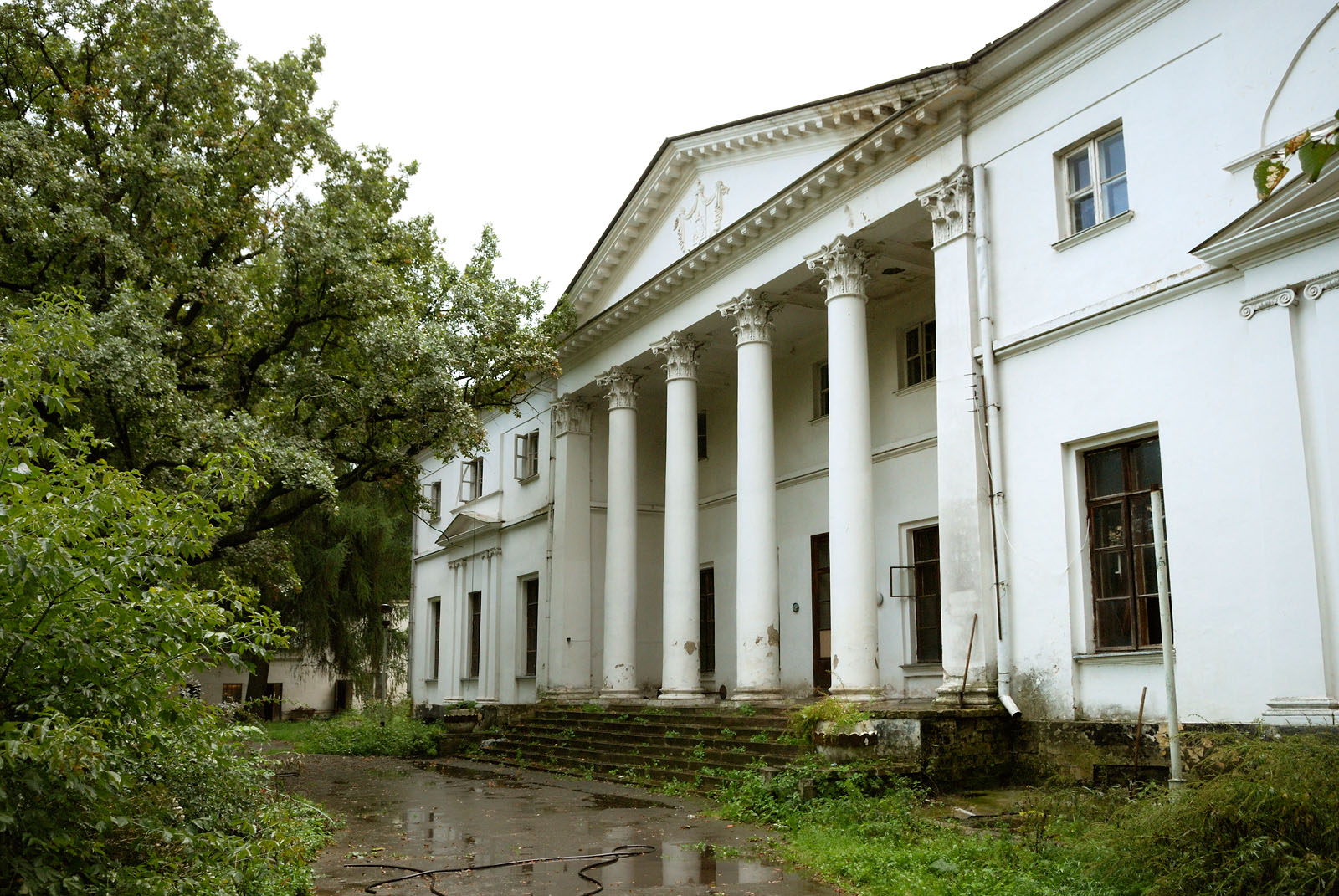
Усадебный дом князей Голицыных

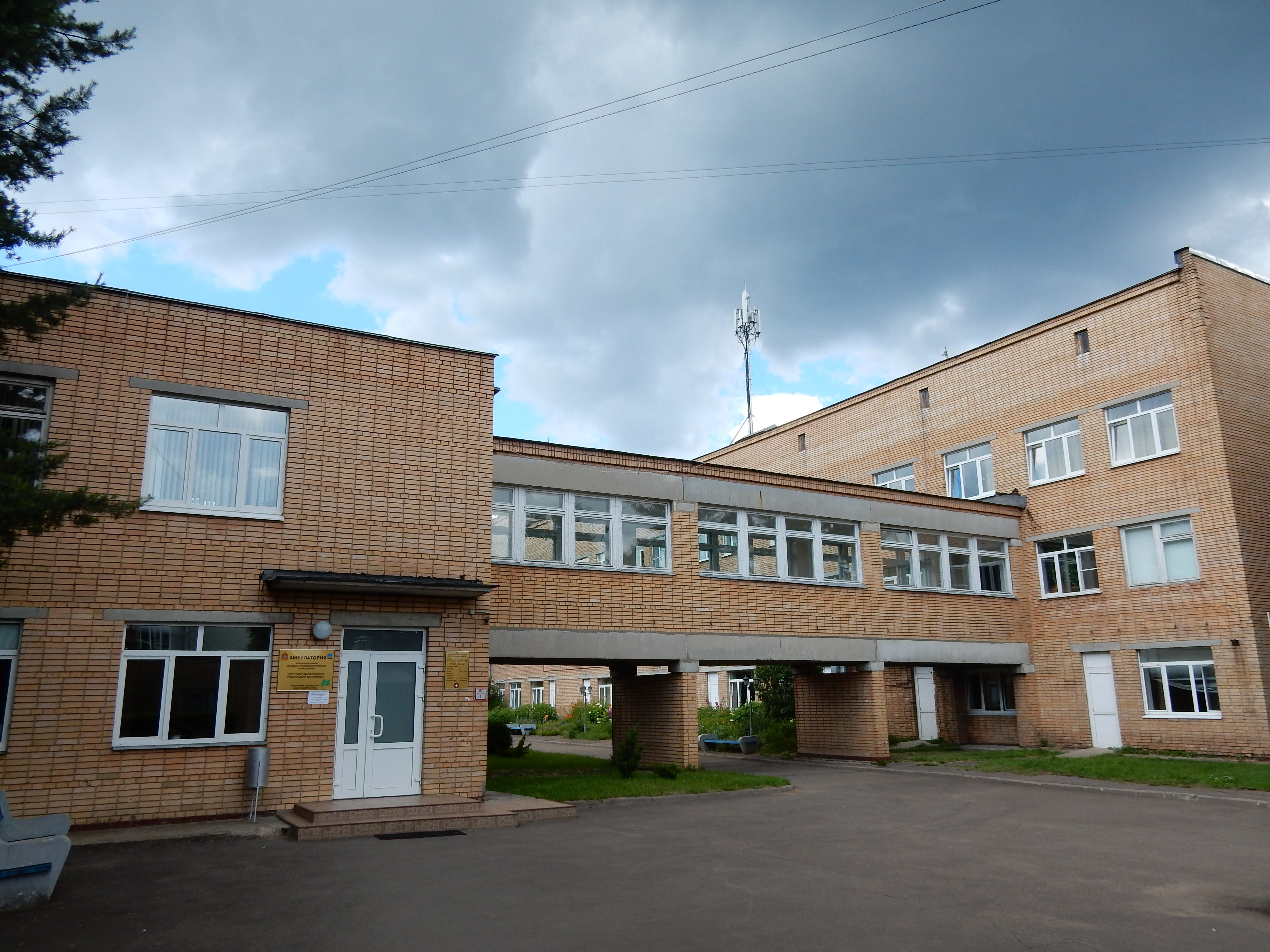
Петрово-Дальневская участковая больница

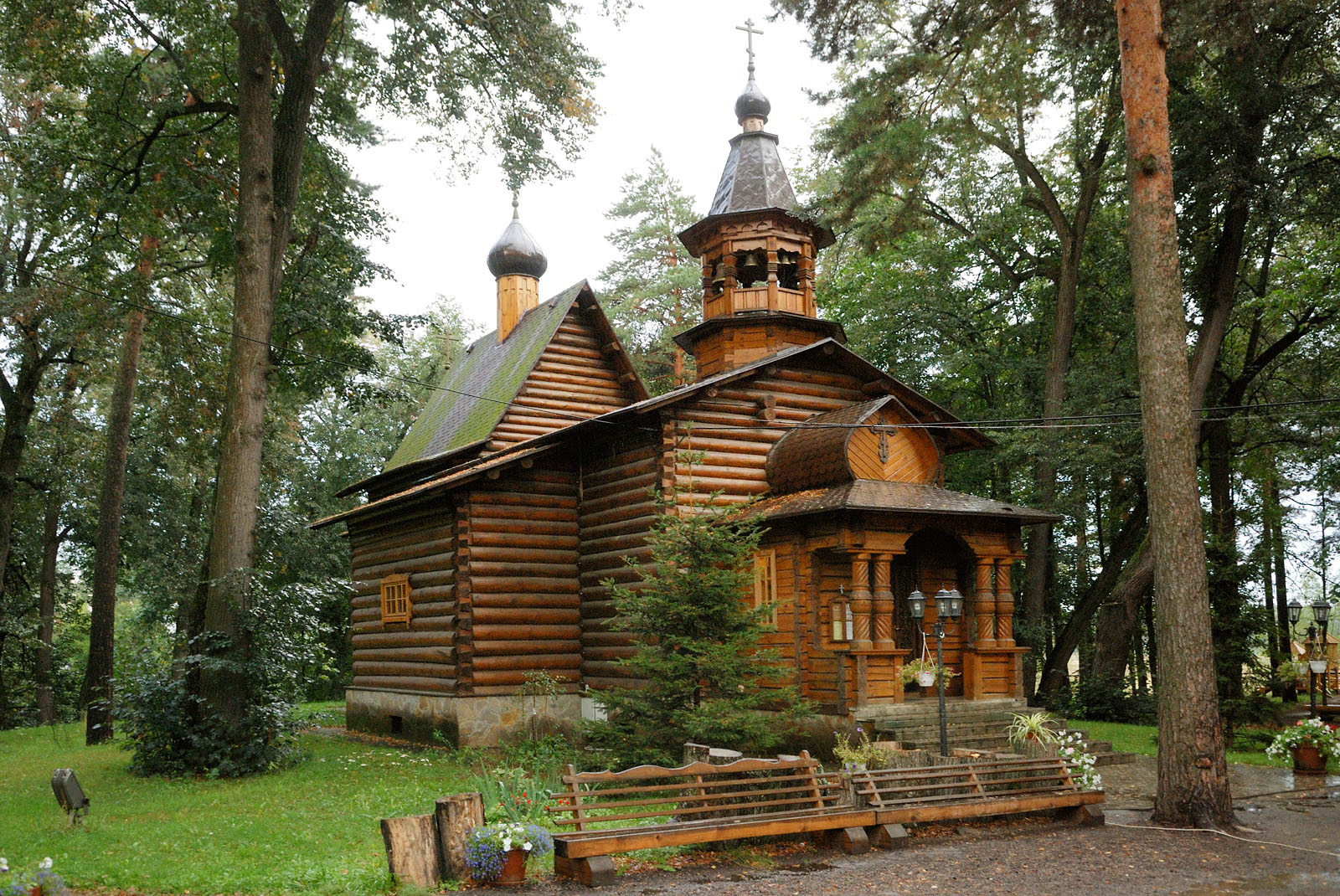
Церковь в Петрово-Дальнем

Имение сменило много владельцев, прежде чем досталось князьям Прозоровским. В 1720 году усадьба перешла во владение князьям Голицыным и начала усиленно отстраиваться. В 1760-х гг. Был построен так называемый Готический дворец, от которого ныне сохранилось два флигеля (1770 г.) В 1807 году вместо снесённого старого дворца был построен новый, в стиле зрелого классицизма.
В современном виде усадьба представляет собой парк с вековыми дубами, живописно расположенный на берегу реки Москвы. Наверху склона, над каскадными прудами, возвышается дворец.

## Экономика

### Биомед им. Мечникова
В посёлке Мечникова расположен ОАО «Биомед им. Мечникова» — крупное предприятие по производству вакцин, сывороток и других медицинских препаратов. В 1919 году несколько зданий бывшего имения Петровское было передано Московскому институту инфекционных болезней им. И. И. Мечникова. В Петровском организовали производственную базу института — Сывороточное отделение, которое было создано в конце 1921 года. К 1963 году было завершено строительство новых производственных корпусов, и институт освободил помещения усадьбы Петровское. В 1988 году предприятие стало самостоятельным. В настоящее время институт является одним из крупнейших предприятий России в данной отрасли. Здесь выпускают около 60 наименований различных препаратов, в частности Бифидумбактерин, оспенную вакцину, профилактические сыворотки и т. д. Сейчас предприятие работает успешно, начато производство новых препаратов, таких как «Бифистим» и «Бифистим лакто»

### Колхоз «Ленинский луч»
В селе Петрово-Дальнее — племзавод-колхоз «Ленинский луч», с 90-х годов XX в. в упадке.

## Культура и образование
В селе Петрово-Дальнее имеется ДК «Луч», Петрово-Дальневская средняя общеобразовательная школа, школа искусств, спортивный комплекс. В усадьбе Петрово-Дальнее — пансионат-санаторий. Имеется деревянная церковь. Восстанавливается старинный каменный храм 1682 года.

## Население
| 2002 | 2006  | 2010  |
| ---- | ----- | ----- |
| 1820 | →1820 | ↗2001 |